# Rio Formoso (vattendrag i Brasilien, Minas Gerais, lat -21,33, long -43,17)
Rio Formoso är ett vattendrag i Brasilien.   Det ligger i delstaten Minas Gerais, i den sydöstra delen av landet, 800 km sydost om huvudstaden Brasília.
Omgivningarna runt Rio Formoso är huvudsakligen savann. Runt Rio Formoso är det ganska glesbefolkat, med 32 invånare per kvadratkilometer.